# برينس رويس
برينس رويس (بالإنجليزية: Prince Royce)‏ اسمه الحقيقي جيوفري رويس روخاس (بالإسبانية: Geoffrey Royce Rojas)‏ هو مغني وكاتب أغاني أمريكي من أصل دومينيكاني ولد في يوم 11 مايو 1989 في مدينة نيويورك في الولايات المتحدة، اشتهر بغناء نمط الباجاتا الدومينيكاني الإسباني وقد أنتج عدة ألبومات ترشح من خلالها لجائزة غرامي باللغة اللاتينية.

## روابط خارجية
- برينس رويس على موقع IMDb (الإنجليزية)
- برينس رويس على موقع ميوزك برينز (الإنجليزية)
- برينس رويس على موقع إن إن دي بي (الإنجليزية)
- برينس رويس على موقع أول ميوزيك (الإنجليزية)
- برينس رويس على موقع ديسكوغز (الإنجليزية)
- برينس رويس على موقع كينوبويسك (الروسية)